# Чернов, Павел Анатольевич
Павел Анатольевич Чернов (30 января 1990, Новополоцк) — российский хоккеист, нападающий. Воспитанник новополоцкого хоккея.

## Карьера
Павел Чернов начал свою профессиональную карьеру в 2006 году в составе мытищинского «Атланта», выступая до этого за фарм-клуб московского «Спартака». В своём дебютном сезоне Павел провёл на площадке 6 матчей, набрав 1 (0+1) очко. В последующие два сезона Чернов выступал, в основном, за фарм-клуб подмосковного клуба, однако также призывался и в основной состав команды.
В сезоне 2009/10 Павел, помимо игр за «Атлант», также принимал участие в матчах МХЛ и Высшей лиги в составах «Мытищинских атлантов» и клинского «Титана», где он отлично провёл концовку сезона. В следующем году Чернов также выступал в Молодёжной лиге, более того он получил шанс дебютировать в ВХЛ в составе ХК «Рязань», где в 37 матчах набрал 25 (15+10) очков.
Перед началом сезона 2011/12 руководство «Атланта» приняло решение продлить соглашение с Павлом ещё на два года.
В июне 2012 года обменян в клуб КХЛ «Витязь» (Чехов) на Никиту Точицкого . 3 августа 2020 года подписал контракт с рижским «Динамо». В сезоне 2020/21 Чернов принял участие в 24 матчах, в которых набрал 8 (4+4) очков.
19 декабря 2020 года перешёл из рижского «Динамо» в московский «Спартак», рижский клуб получил денежную компенсацию, соглашение носит односторонний характер и рассчитано до 30 апреля 2021 года. 30 апреля 2021 года в связи с истечением контракта покинул «Спартак».

### Международная
В составе сборной России Павел Чернов принимал участие в юниорском чемпионате мира 2008 года, на котором он вместе с командой стал серебряным призёром, набрав 5 (2+3) очков в 6 проведённых матчах. В следующем году Павел выступал уже на молодёжном первенстве, где он завоевал бронзовые награды, в 7 матчах набрав 5 (3+2) очков.

### Достижения
- Серебряный призёр юниорского чемпионата мира 2008.
- Бронзовый призёр молодёжного чемпионата мира 2009.
- Участник Кубка Вызова 2012.
- Неоднократный победитель и призёр Чемпионата России среди команд 1990 года рождения

## Статистика
| Легенда | Легенда                    | Легенда | Легенда                   | Легенда | Легенда    |
| ------- | -------------------------- | ------- | ------------------------- | ------- | ---------- |
| И       | Количество проведённых игр | Штр     | Штрафное время            | +/−     | Плюс-минус |
| Г       | Голы                       | П       | Голевые передачи          | О       | Очки       |
| -       | Статистика неизвестна      | —       | Статистика не учитывалась |         |            |